# René Morel (athlétisme)
Pour les articles homonymes, voir Morel et René Morel.
René André Morel, né le 19 février 1912 à Paris et mort le 3 avril 1978 à Donzy, est un athlète français.

## Carrière
René Morel est éliminé en séries du 800 mètres masculin aux Jeux olympiques d'été de 1932 à Los Angeles. 
Il est ensuite sacré champion de France du 800 mètres en 1934 à Colombes.